# فرانکلین (کانزاس)
فرانکلین (به انگلیسی: Franklin) شهری در ایالت کانزاس کشور ایالات متحده آمریکا است که جمعیت آن در سرشماری سال ۲۰۱۰ میلادی، ۳۷۵ نفر بوده‌است.